# Аугсбургские анналы
Аугсбургские анналы (лат. Annales Augustani) — написанные на латинском языке исторические заметки, ведшиеся клириками аугсбургской кафедральной церкви на протяжении X—XII веков. Сохранились в рукописи 1135 года. Охватывают период с 973 по 1104 год. Содержат сведения, главным образом, по истории Священной Римской империи, особенно в контексте её борьбы с папством.

## Издания
- Annales Augustani // Monumenta Germaniae Historica. SS. Bd. III. Hannover. 1839, p. 123—136.
- Аугсбургские анналы // Немецкие анналы и хроники X—XI столетий / Перев. И. М. Дьяконова и В. В. Рыбакова. — М.: Русский Фонд Содействия Образованию и Науке, 2012. — С. 177—206.

## Переводы на русский язык
- Аугсбургские анналы в переводе И. М. Дьяконова на сайте Восточная литература